# Szentpéterszeg, Hajdú-Bihar
Szentpéterszeg este un sat în districtul Berettyóújfalu, județul Hajdú-Bihar, Ungaria, având o populație de 1.184 de locuitori (2011). 

## Demografie
Componența etnică a satului Szentpéterszeg
     Maghiari (93,6%)
     Romi (4,8%)
     Necunoscut (0,56%)
     Alții (1,03%)
Componența confesională a satului Szentpéterszeg
     Reformați (59,04%)
     Fără religie (16,98%)
     Romano-catolici (3,13%)
     Necunoscută (20,19%)
     Alte religii (1,18%)
Conform recensământului din 2011, satul Szentpéterszeg avea 1.184 de locuitori. Din punct de vedere etnic, majoritatea locuitorilor (93,6%) erau maghiari, cu o minoritate de romi (4,8%). Apartenența etnică nu este cunoscută în cazul a 0,56% din locuitori.  Din punct de vedere confesional, majoritatea locuitorilor (59,04%) erau reformați, existând și minorități de persoane fără religie (16,98%) și romano-catolici (3,13%). Pentru 20,19% din locuitori nu este cunoscută apartenența confesională.